# Comuna Ispas, Vijnița
Ispas (în ucraineană Іспас) este o comună în raionul Vijnița, regiunea Cernăuți, Ucraina, formată din satele Ispas (reședința) și Maidan.

## Demografie
Componența lingvistică a comunei Ispas
     Ucraineană (99,57%)
     Alte limbi (0,41%)
Conform recensământului din 2001, majoritatea populației comunei Ispas era vorbitoare de ucraineană (99,57%), existând în minoritate și vorbitori de alte limbi.